# کوه کازیسکو

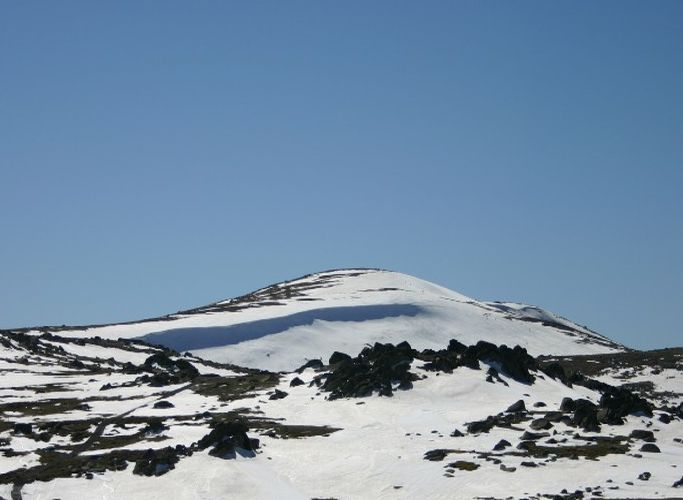

کوه کازیــِسکو (در انگلیسی: Mount Kosciuszko) نام بلندترین قله سرتاسر سرزمین استرالیاست. این چکاد در رشته‌کوه‌های برفی قرار دارد و ارتفاع آن ۲۲۲۸ متر است. نام این کوه در سال ۱۸۴۰ توسط یک کاوشگر لهستانی انتخاب شد و برگرفته از نام ژنرال کوزیوسکو  Tadeusz Kościuszko از قهرمانان بومی کشور لهستان است که نام او در انگلیسی کازیسکو تلفظ می‌شود. کوه کازیسکو در ماه‌های سرد سال پوشیده از برف است و امکان اسکی در آن وجود دارد.

## نگارخانه

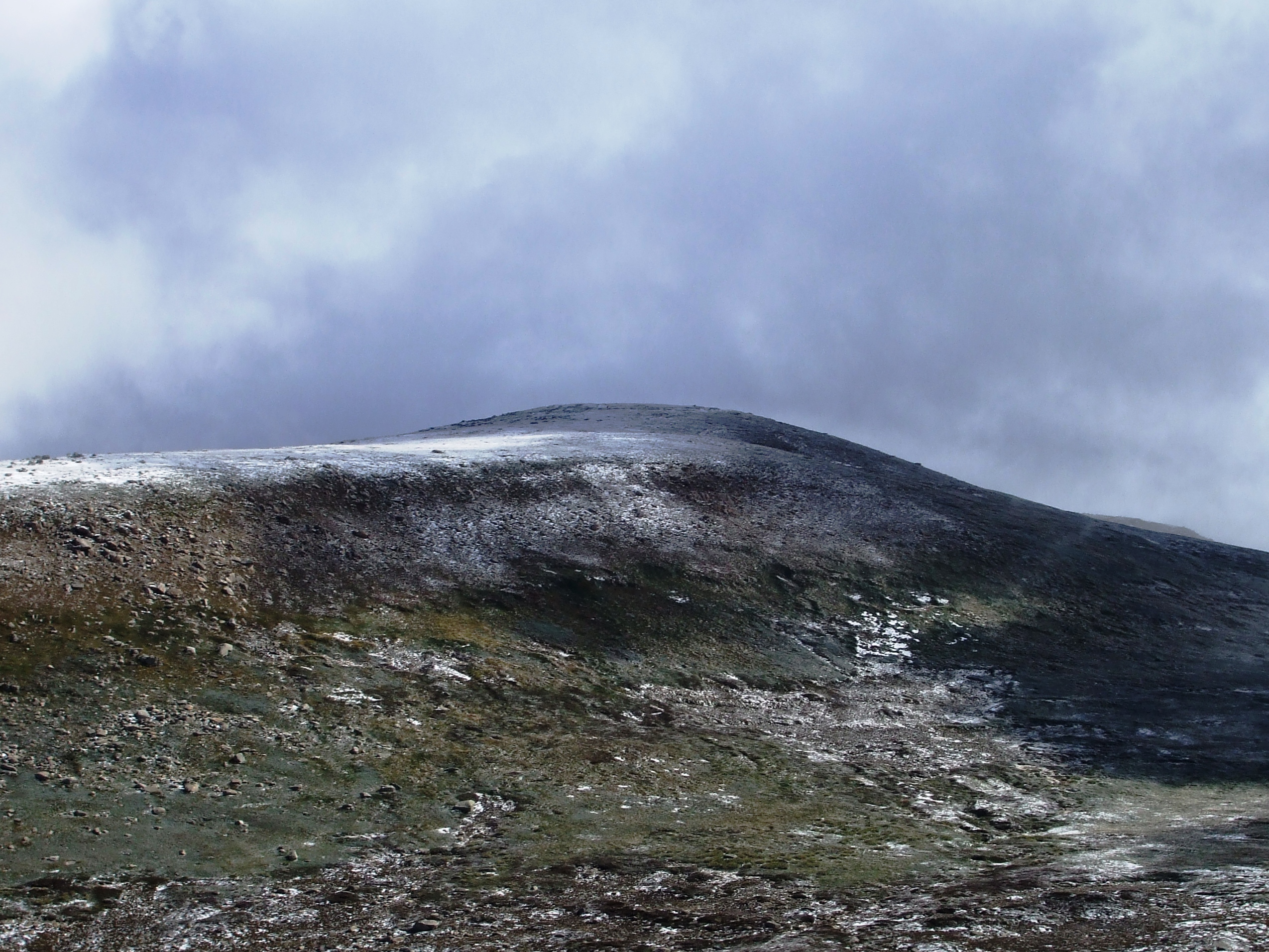
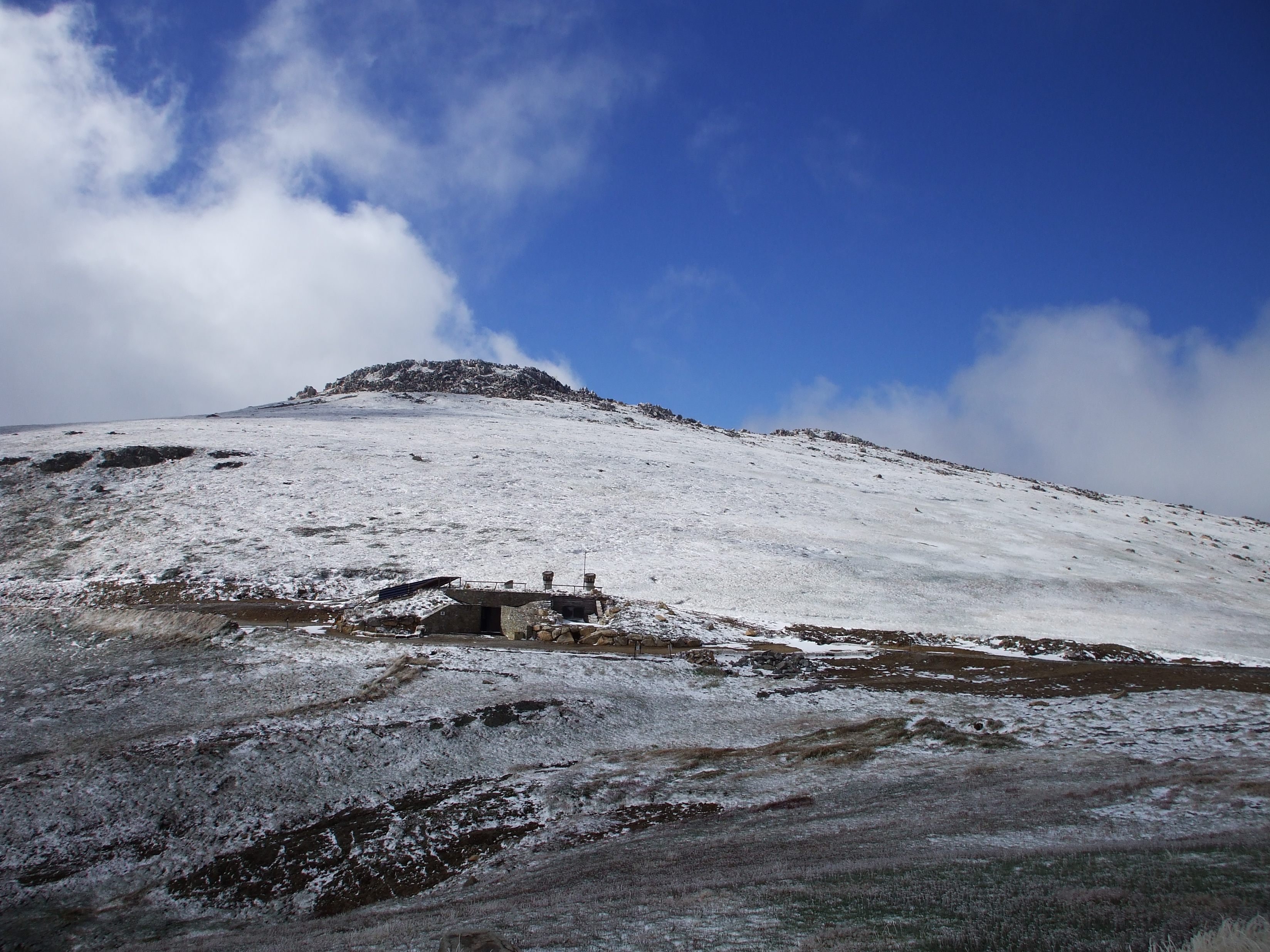
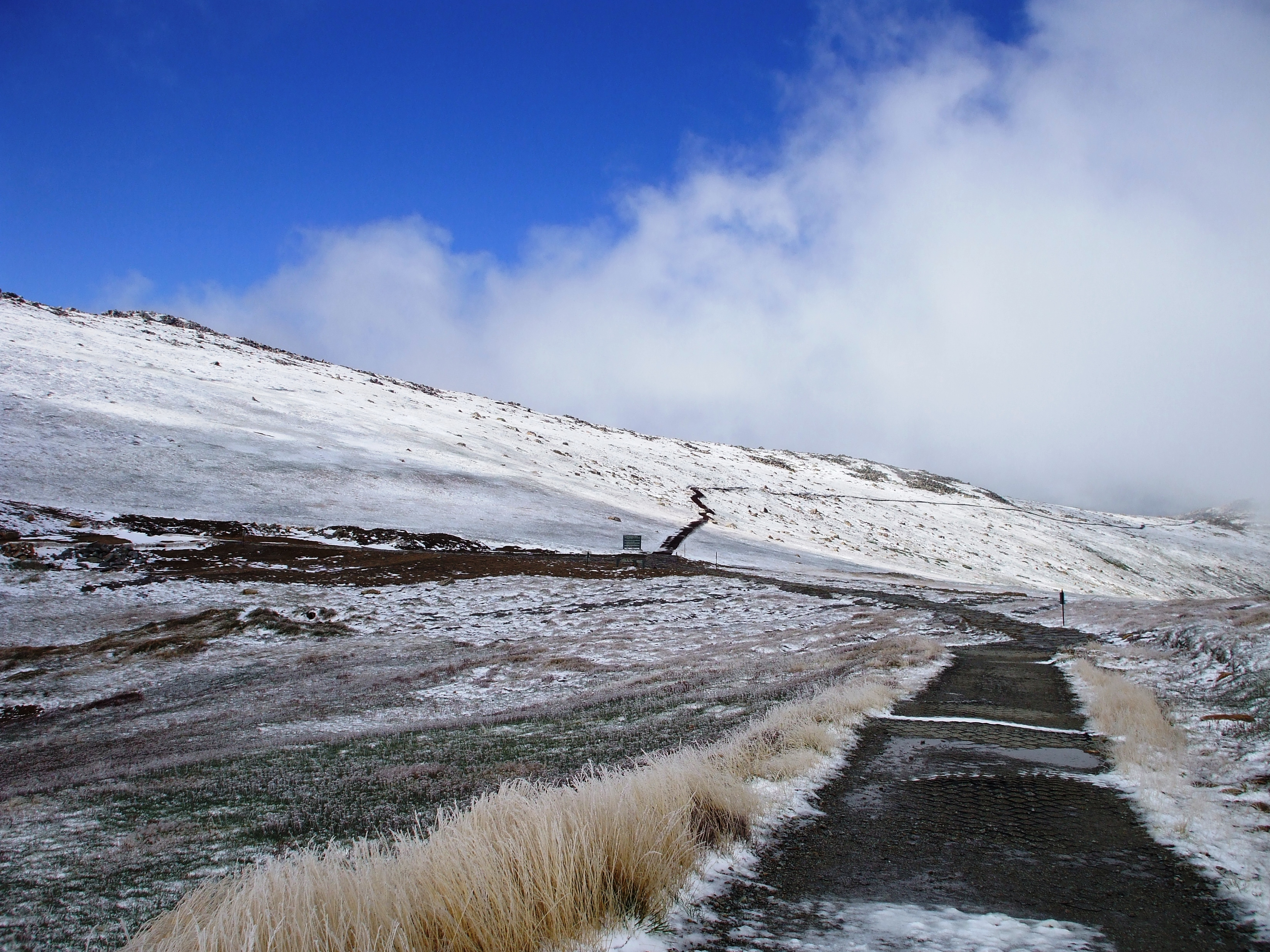
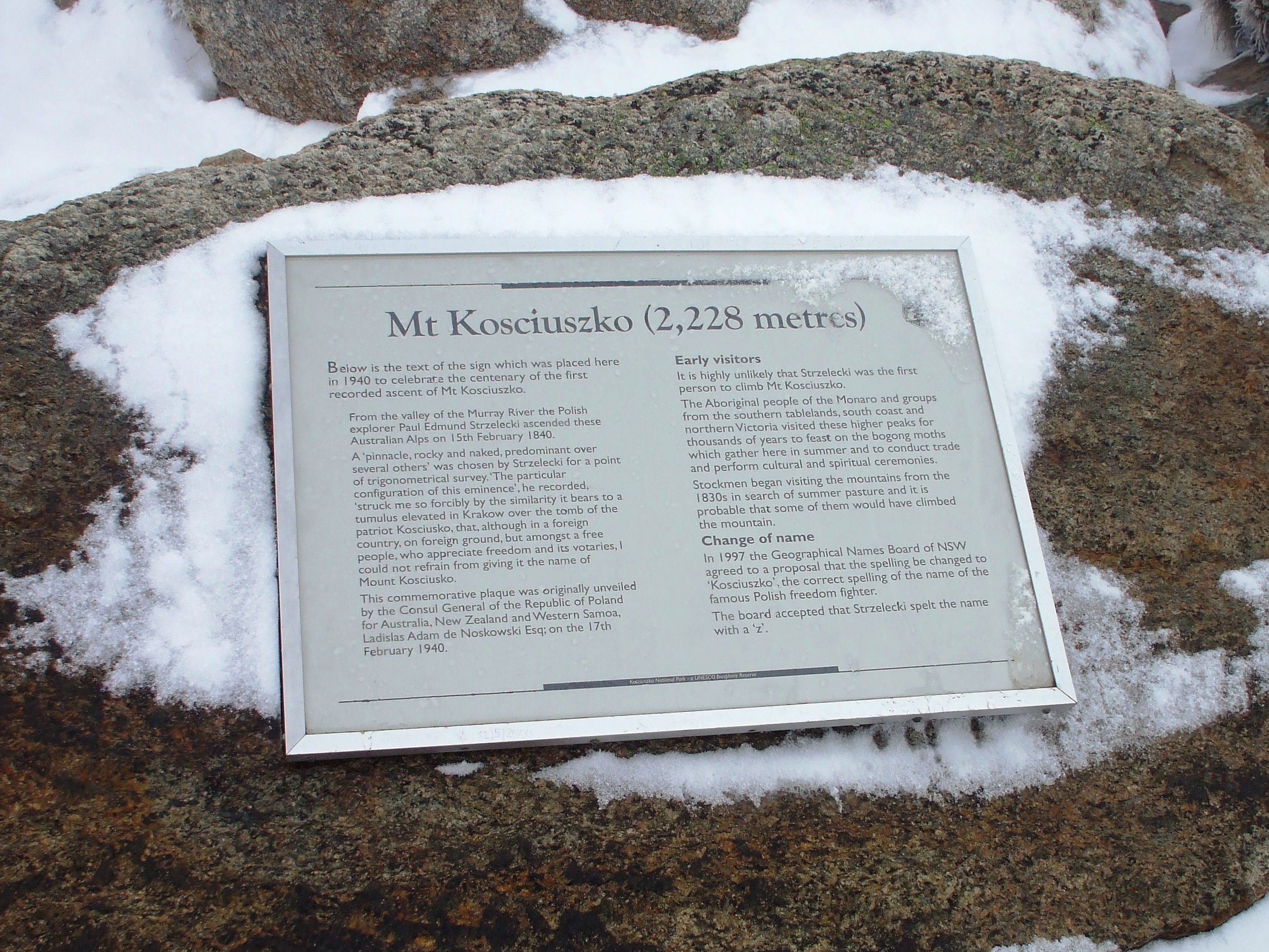
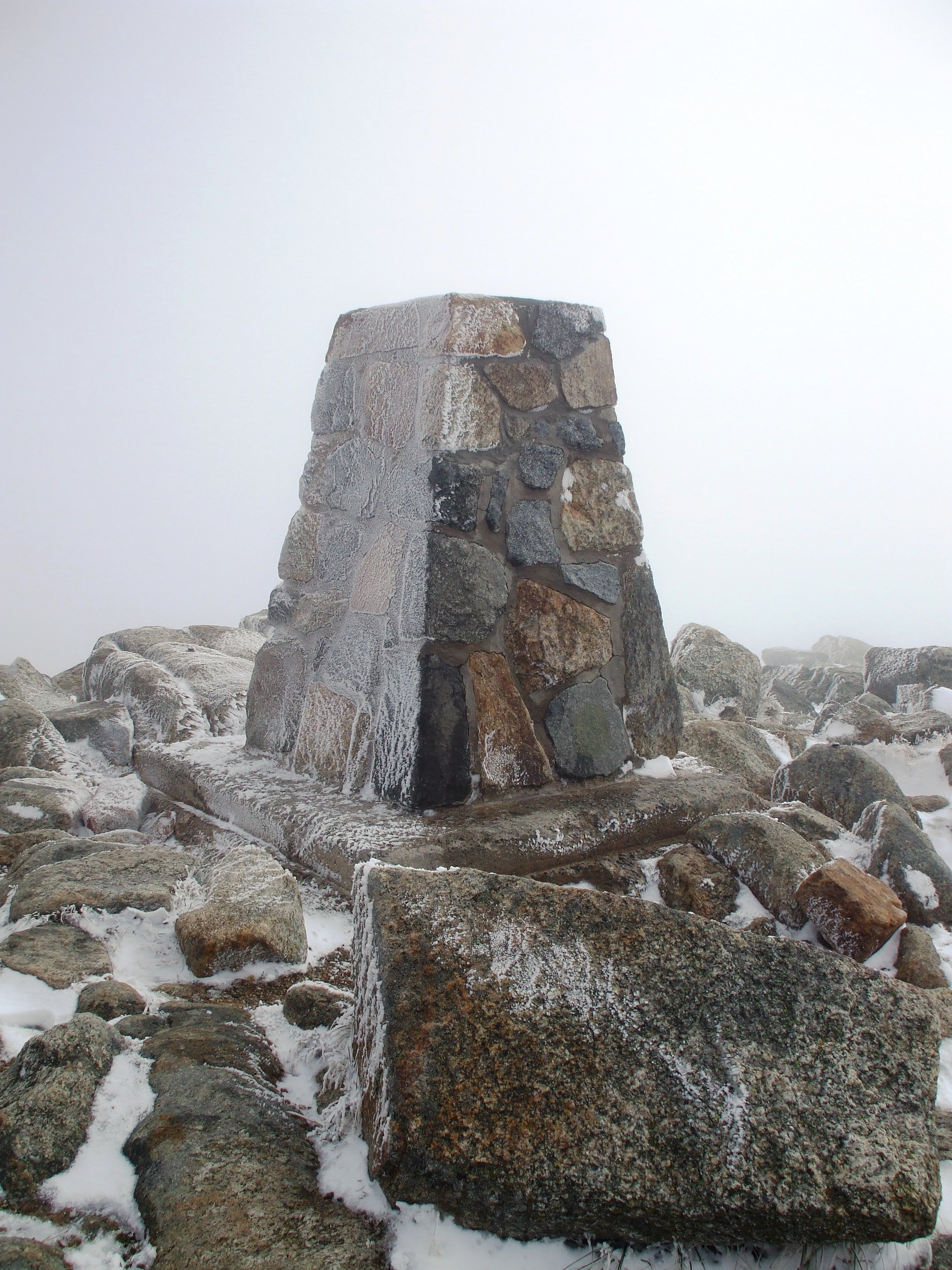
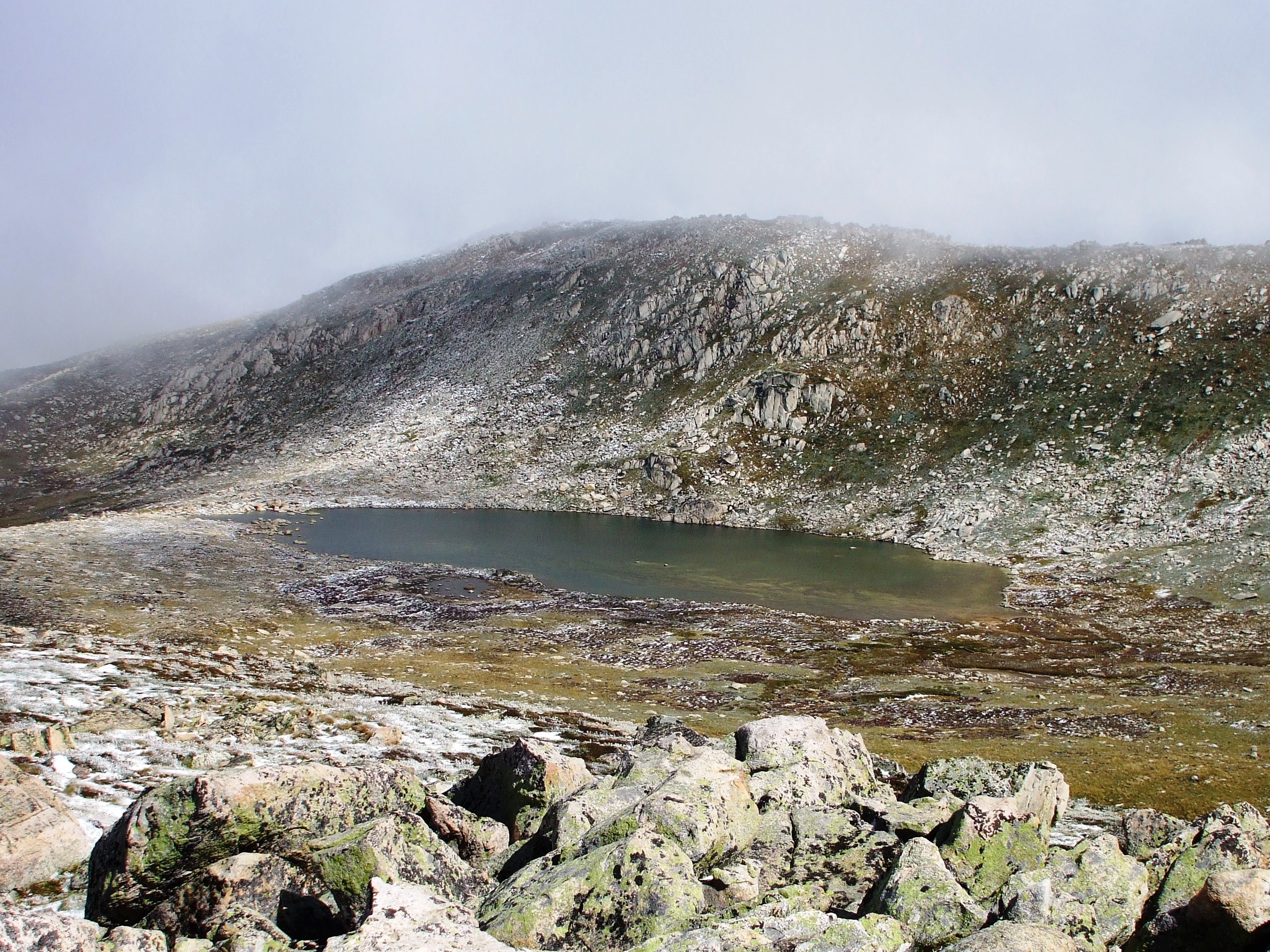
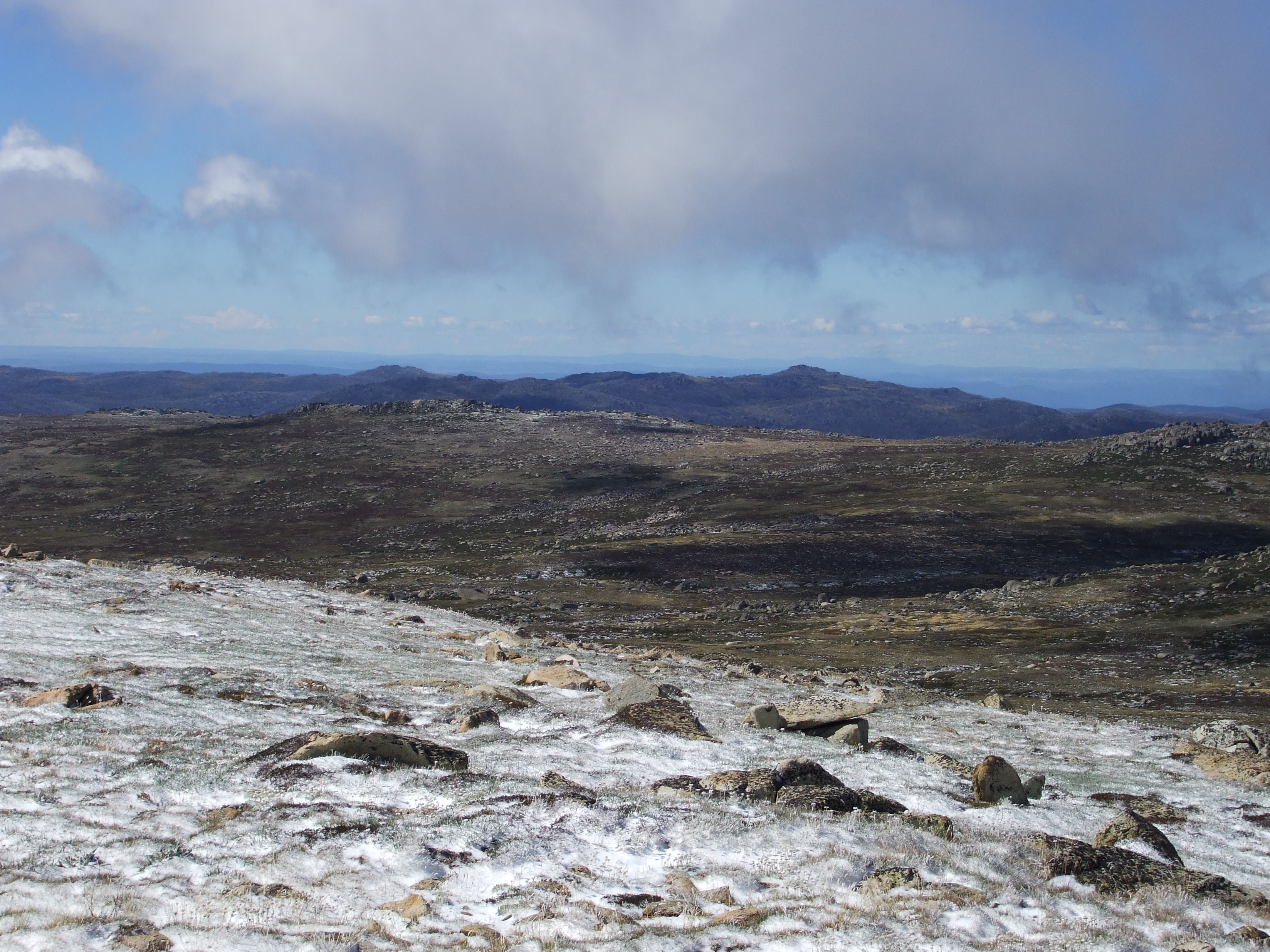
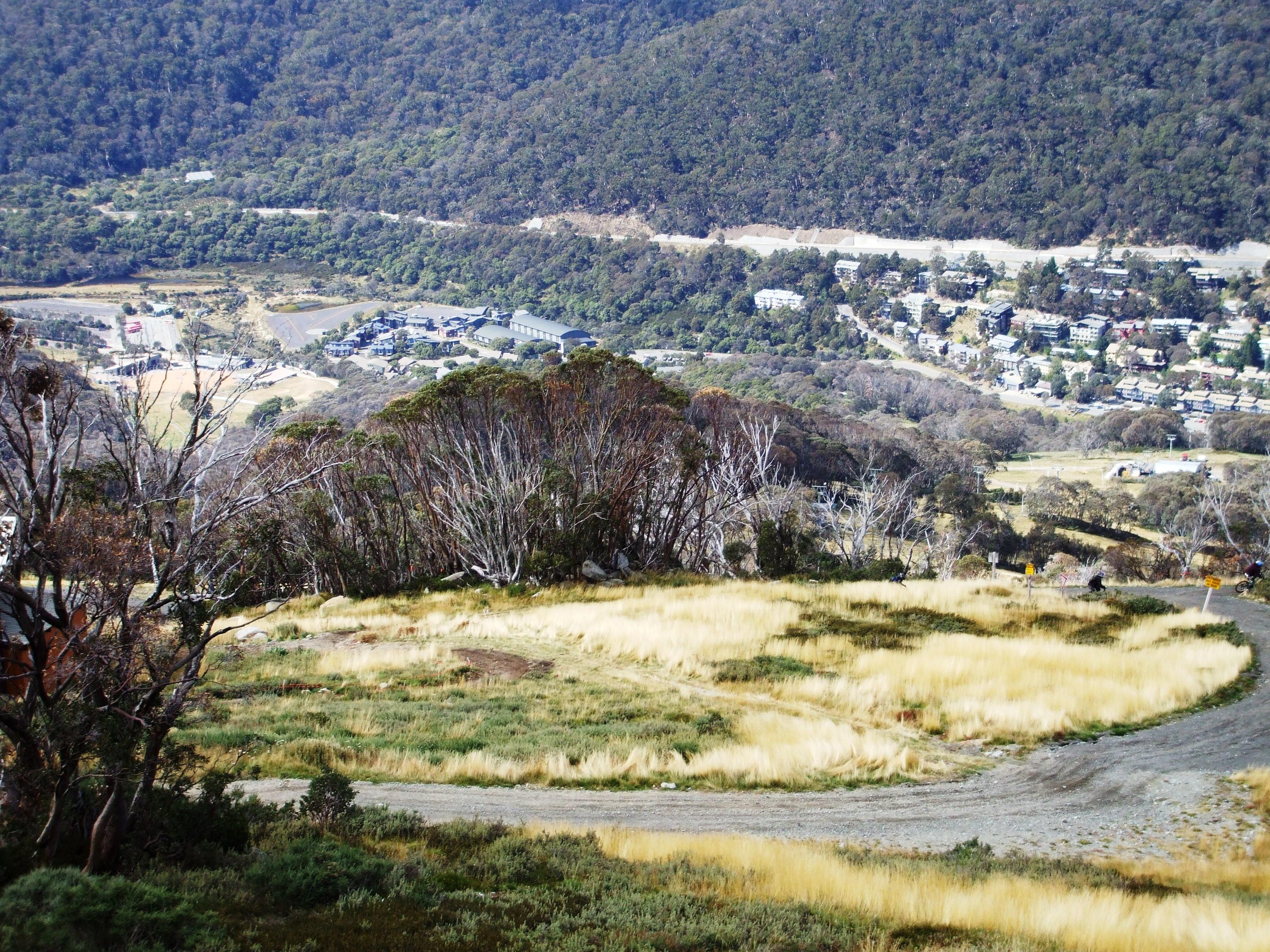

## پیوندها
- در انگلیسی
- مشارکت‌کنندگان ویکی‌پدیا. «Mount Kosciuszko». در دانشنامهٔ ویکی‌پدیای انگلیسی، بازبینی‌شده در ۳ می ۲۰۱۱.
- وب‌گاه کوه‌های برفی

1. ↑  Mount Kosciuszko pronunciation: How to pronounce Mount Kosciuszko in English[پیوند مرده]